# 神奈川歯科大学のジャカランダ
神奈川歯科大学のジャカランダ（かながわしかだいがくのジャカランダ）は、神奈川県横須賀市稲岡町82番の神奈川歯科大学キャンパス内に所在するジャカランダ（ノウゼンカズラ科キリモドキ属、Jacaranda mimosifolia）の木である。同大学のシンボルツリーとなっている。大学構内に2本存在するが、うち1本は「横須賀市景観重要樹木」に指定されている。

## 概要
ジャカランダ（Jacaranda mimosifolia、和名:キリモドキ）は南米原産の常緑樹で、初夏に紫色の花を咲かせることから和名では「紫雲木（シウンボク）」とも呼ばれる。カエンボク・ホウオウボクと共に「世界の三大花木」に数えられる。葉が茂る前に花が一斉に咲くことから「紫の桜」や「熱帯の桜」とも呼ばれ、ハワイの日系人からは「ハワイ桜」と呼ばれたという。
神奈川歯科大学構内には、歯学部の図書館前と、短期大学部（4号館）前の植え込みに1本ずつジャカランダが植えられており、毎年5月末から花が咲き始め、6月初旬から中旬頃にかけて満開となる。

## 景観重要樹木
横須賀市は、2004年（平成16年）に制定された景観法に基づき、景観行政団体として良好な景観を形成する要素となる横須賀市内の樹木を2009年（平成21年）5月から「横須賀市景観重要樹木」に指定している。神奈川歯科大学のジャカランダのうち、短期大学部側の木が2018年（平成30年）3月31日の第7回指定により景観重要樹木（第28号）に指定された。民間施設が所有する樹木としては初の指定となった。

## 開花情報
大学側は、ジャカランダを大学の「シンボルツリー」と位置づけ、開花情報をWebサイトで発信しているほか、毎年6月に「ジャカランダフェスティバル・市民感謝デー」を開催し一般市民の見学を受け入れている。毎年10000人程度が見学に来るとされる。
2020年（令和2年）と2021年（令和3年）のフェスティバルは新型コロナ対応で中止され、2024年（令和6年）はキャンパスの建物解体工事により中止され、Webでの開花情報発信のみとなったが、2025年（令和7年）のフェスティバルは大規模に開催するとして、6月8日（日曜日）に実施された。

## ギャラリー

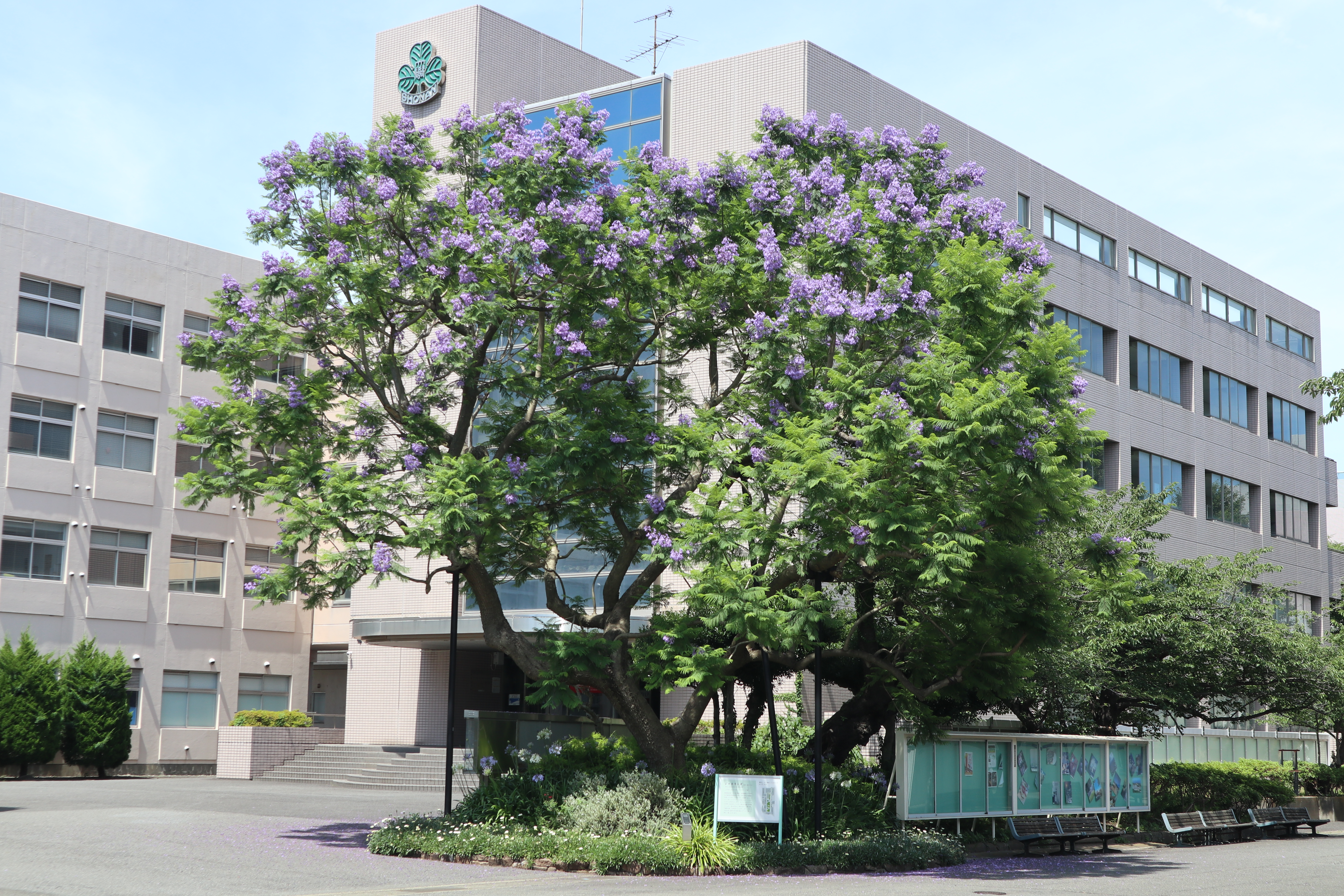
短期大学部側（2025年6月21日）
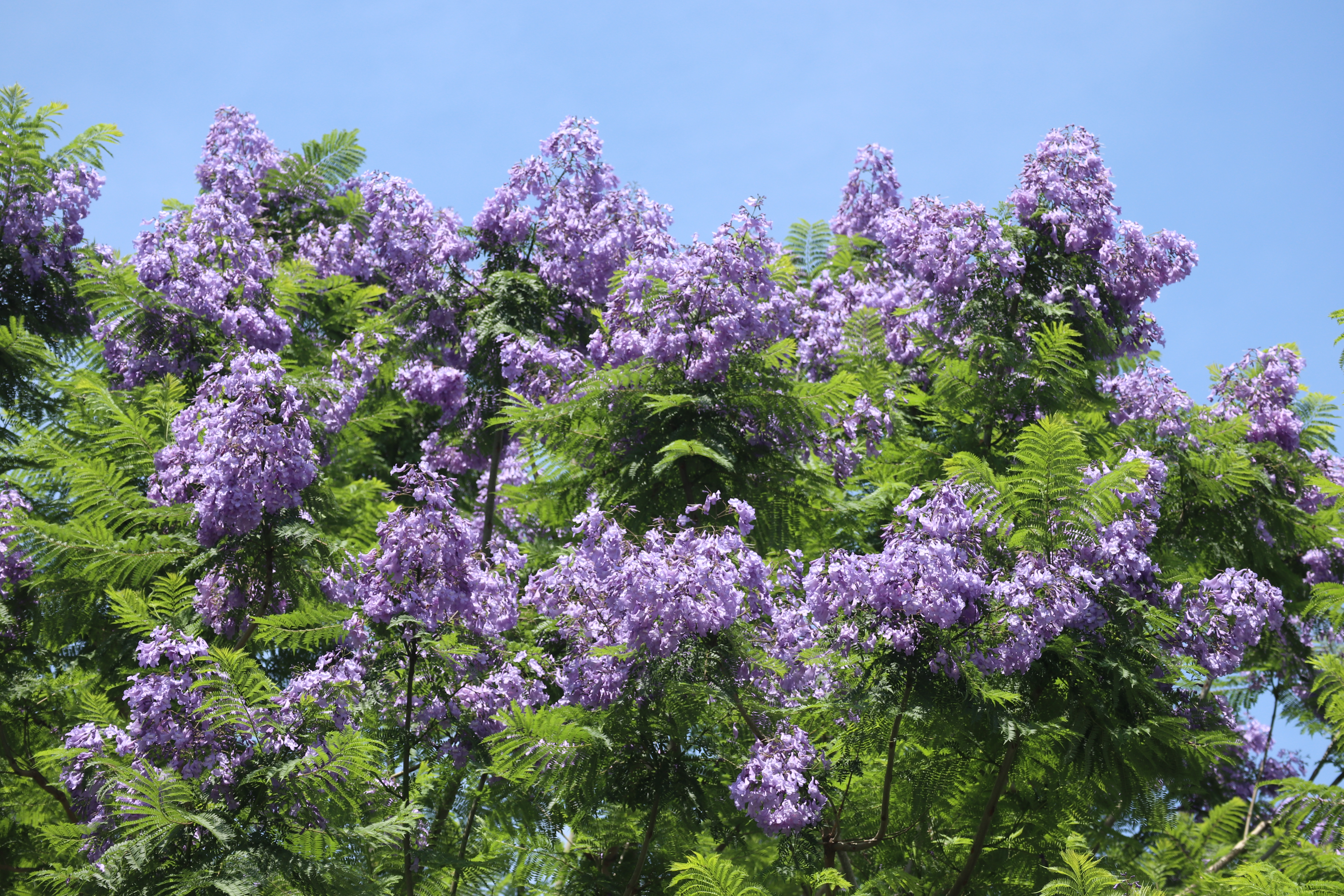
短期大学部側の花と葉（2025年6月21日）
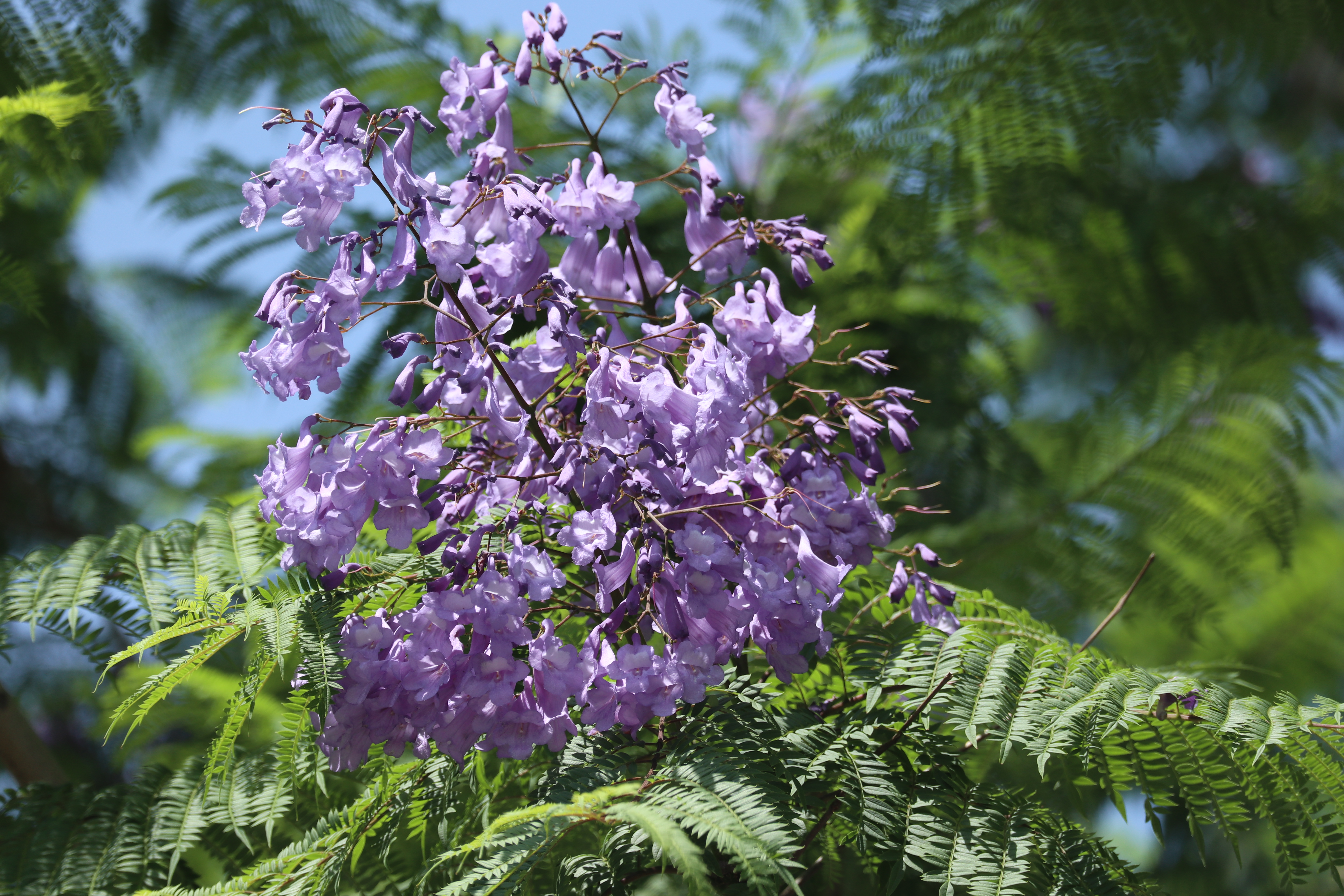
短期大学部側の花（2025年6月21日）
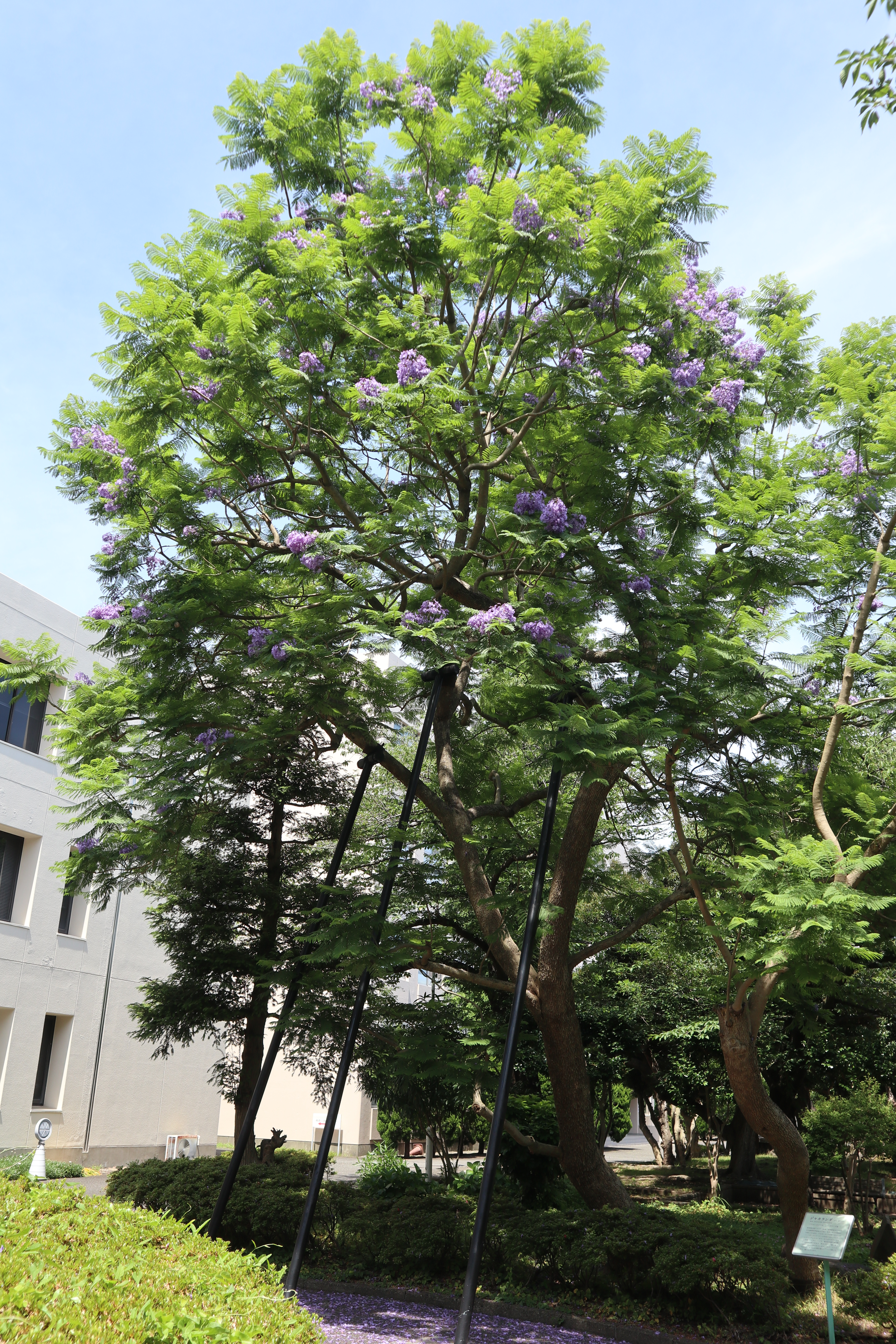
図書館側（2025年6月21日）
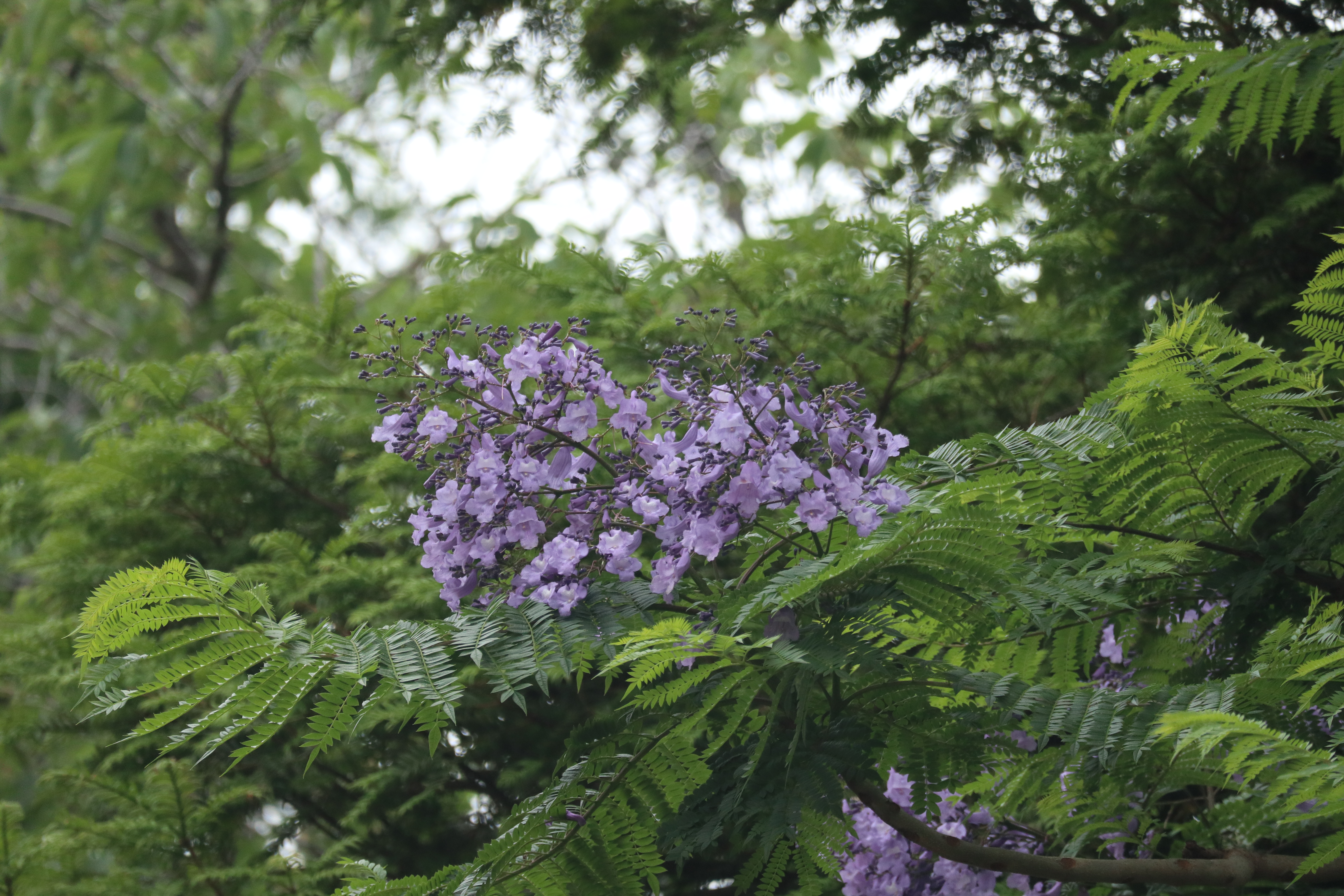
図書館側の花と葉（2025年6月14日）